# Australië (land)
Australië (Engels: Australia), officieel het Gemenebest van Australië (Commonwealth of Australia), is een land op het zuidelijk halfrond bestaande uit het Australische vasteland en een groot aantal eilanden in de Indische en Grote Oceaan, waarvan Tasmanië (ten zuidoosten) het grootste is. Het land ligt ten noordwesten van Nieuw-Zeeland en ten zuiden van Indonesië, Oost-Timor en Papoea-Nieuw-Guinea. Het heeft een oppervlakte van 7.692.000 km² en is daarmee het op vijf na grootste land ter wereld naar oppervlakte. Van de circa 27 miljoen inwoners woont het grootste deel in en nabij de grote steden, zoals Sydney, Melbourne, Brisbane, Perth en Adelaide. De hoofdstad is Canberra.
De oorspronkelijke bewoners van Australië zijn de Aboriginals. Het land werd door hen al enkele tienduizenden jaren bewoond voor de immigratie uit Europa begon. Nadat Willem Jansz Australië in 1606 opmerkte, duurde het nog tot 1770 voor de oostkust gekoloniseerd werd door de Britten, die het eiland in eerste instantie als strafkolonie gebruikten. Van 1650 tot 1817 heette het hele continent Nieuw-Holland; de namen Arnhemland, Nieuw-Zeeland en Tasmanië herinneren nu nog aan de Nederlandse ontdekkingsreizen in dit gebied. New South Wales was in 1788 de eerste kolonie en in de 19e eeuw volgden nog vijf andere koloniën, de voorlopers van de huidige Australische staten. Op 1 januari 1901 voegden de zes koloniën zich samen tot één federatie en werd het (hoewel nog niet volledig) onafhankelijk van het Verenigd Koninkrijk. Australië ontleent zijn soevereiniteit aan het zogenoemde settled colony principle dat bepaalt dat het land vreedzaam werd gekoloniseerd.
Het tegenwoordige Australië is een federale parlementaire democratie en constitutionele monarchie (een Commonwealth realm) met als staatshoofd koning Charles III, vertegenwoordigd in Australië door de gouverneur-generaal. Internationaal is Australië lid van de Verenigde Naties, de G20, het Gemenebest van Naties, de OESO en de WTO.

## Geschiedenis

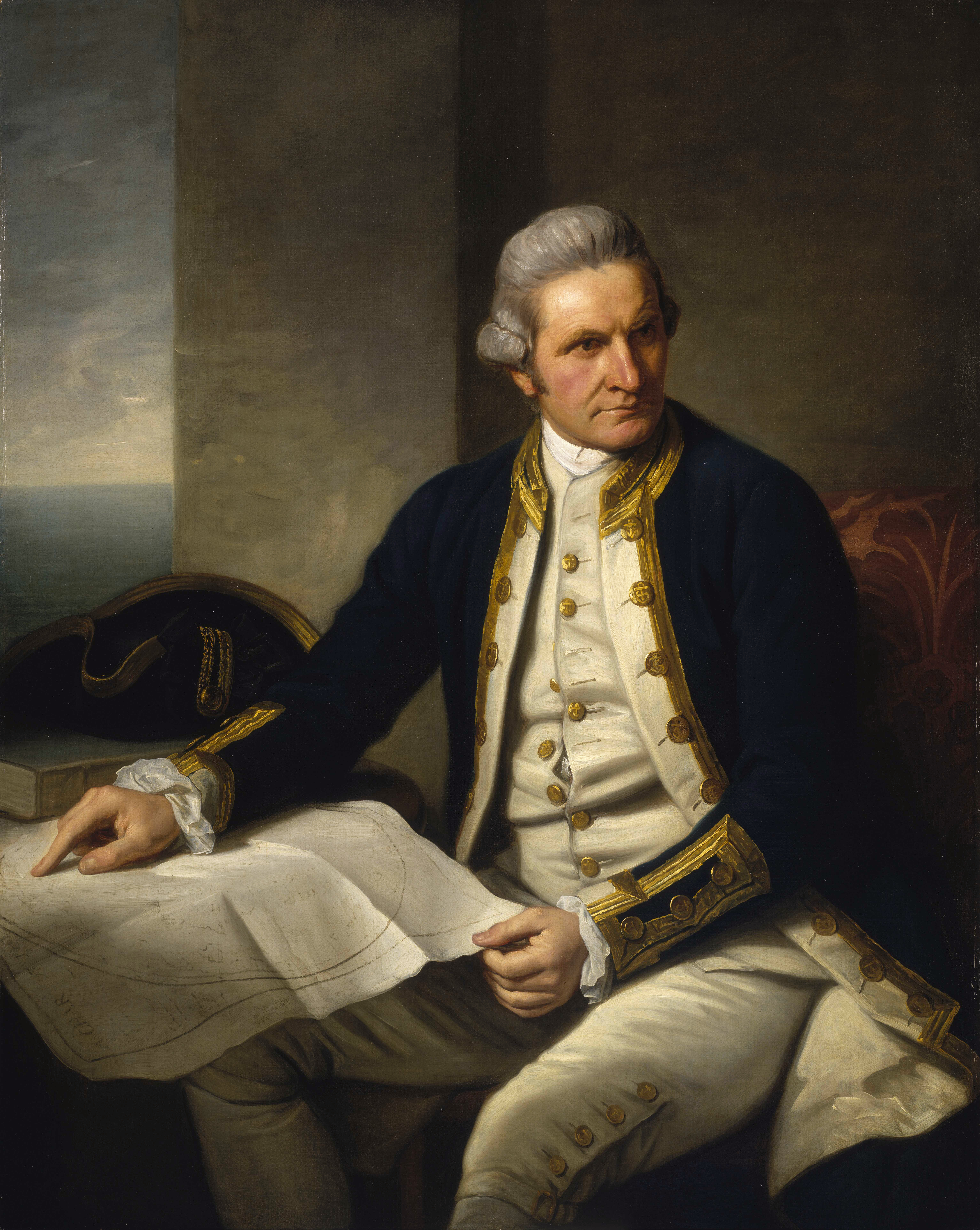
James Cook bereikte als eerste Europeaan de Australische oostkust.

De meest recente archeologische vondsten wijzen erop dat de eerste mensen ongeveer 65.000 jaar geleden naar Australië kwamen. Dit waren de Aboriginals. Doordat destijds het zeeniveau veel lager lag, bestonden er natuurlijke bruggen tussen Azië en Australië waardoor mensen waarschijnlijk maar een klein stukje hoefden te varen om Australië te bereiken. Toen de aarde later opwarmde, het ijs begon te smelten en het zeeniveau steeg, werd Australië een eiland. Rond het einde van de ijstijd, zo'n 15.000 jaar geleden, ontstond de Aboriginal-cultuur zoals wij die vandaag de dag kennen. Daarmee heeft Australië de langst doorlopende culturele geschiedenis ter wereld.
De Nederlandse ontdekkingsreiziger Willem Janszoon zag met zijn Duyfken Australië als eerste Europeaan in 1606, toen hij langs het Kaap York-schiereiland in het noorden van Australië voer. De westkant van Australië werd later ook verschillende malen door Nederlanders en andere Europeanen bezocht, maar dit Nieuw-Holland groeide niet uit tot een kolonie. In 1770 ging de Engelse ontdekkingsreiziger James Cook bij de oostkust van Australië aan land. Het gebied werd New South Wales genoemd en later gebruikt als strafkolonie voor Engelse gevangenen. Daarna werd het land ook populair onder vrije burgers. In 1849 werd er voor het eerst goud gevonden in Australië en daarna nam de bevolking snel toe.
In 1901 keurde Australië een federale grondwet goed en werd een zelfregerend deel (dominion) van het Britse Rijk. Australische troepen namen aan beide wereldoorlogen deel. In de Tweede Wereldoorlog vochten Australische eenheden onder meer op Ambon, in Egypte, op Kreta en in de Pacific.
Melbourne werd de eerste hoofdstad, maar in 1911 schreef de regering een prijsvraag uit voor het ontwerp van een nieuwe hoofdstad. Het winnende ontwerp van de Amerikaanse architect Walter Burley Griffin werd uitgevoerd vanaf 1913 en in 1927 werd het aldus ontstane Canberra de nieuwe hoofdstad.

## Bestuurlijke indeling
Australië kent naast de centrale overheid ook andere bestuurslagen, territoriale onderdelen waar regels vastgesteld en beslissingen worden genomen over bepaalde gebieden en hun bewoners. Het betreft de volgende bestuurslagen:
| federaal niveau                                      | staatsniveau                            | lokaal niveau                                   |
| Gemenebest van Australië - Commonwealth of Australia | staten - state                          | lokaal bestuursgebieden - local government area |
| Gemenebest van Australië - Commonwealth of Australia | territorium - territory                 |                                                 |
| Gemenebest van Australië - Commonwealth of Australia | territorium - territory                 | lokaal bestuursgebieden - local government area |
| Gemenebest van Australië - Commonwealth of Australia | territorium - territory                 |                                                 |
| Gemenebest van Australië - Commonwealth of Australia | externe territoria - external territory | lokaal bestuursgebieden - local government area |
| Gemenebest van Australië - Commonwealth of Australia | externe territoria - external territory |                                                 |
| 1. 2. 3. 4. 5. 6. 7. 8.                              |                                         |                                                 |

| Staat                        | Afkorting | Inwoners  | Hoofdstad            |
| ---------------------------- | --------- | --------- | -------------------- |
| New South Wales              | NSW       | 7.272.800 | Sydney               |
| Victoria                     | Vic       | 5.603.100 | Melbourne            |
| Queensland                   | Qld       | 4.560.059 | Brisbane             |
| West-Australië               | WA        | 2.451.400 | Perth                |
| Zuid-Australië               | SA        | 1.650.600 | Adelaide             |
| Tasmanië                     | Tas       | 512.100   | Hobart               |
| Territoria                   |           |           |                      |
| Australian Capital Territory | ACT       | 373.100   | Canberra             |
| Noordelijk Territorium       | NT        | 233.300   | Darwin               |
| Jervisbaaiterritorium        | JBT       | 760       | (Jervis Bay Village) |

Daarnaast beslaat het Australische Gemenebest nog 7 externe territoria. Norfolk had een zekere mate van zelfbestuur, maar sinds 2015 valt het, net als de andere territoria, onder het bestuur van de Australische overheid.
| Territoria                          | Afkorting | Inwoners                  | Hoofdstad          |
| ----------------------------------- | --------- | ------------------------- | ------------------ |
| Norfolk                             | NF        | 2.302                     | Kingston (Norfolk) |
| Christmaseiland                     | CX        | 2.072                     | Flying Fish Cove   |
| Cocoseilanden                       | CC        | 596                       | West Island        |
| Ashmore- en Cartiereilanden         |           | geen permanente bevolking |                    |
| Australisch Antarctisch Territorium | AAT       | geen permanente bevolking | Davis Station      |
| Heard en McDonaldeilanden           | HIMI      | geen permanente bevolking | (Atlas Cove)       |
| Koraalzee-eilanden                  |           | geen permanente bevolking | (Willis Island)    |

## Geografie

### Fysieke kenmerken

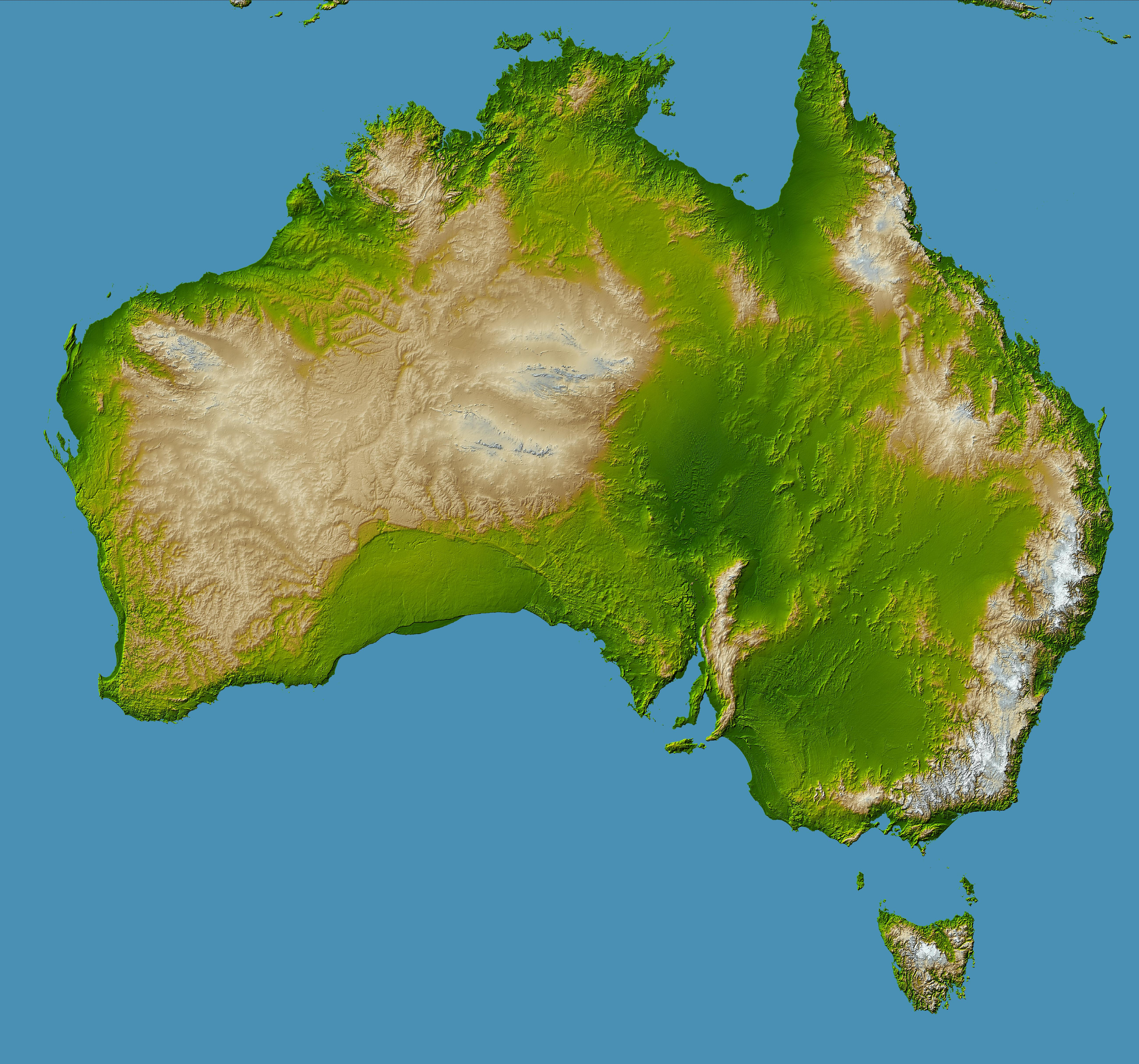
Reliëfkaart van Australië

Uluṟu

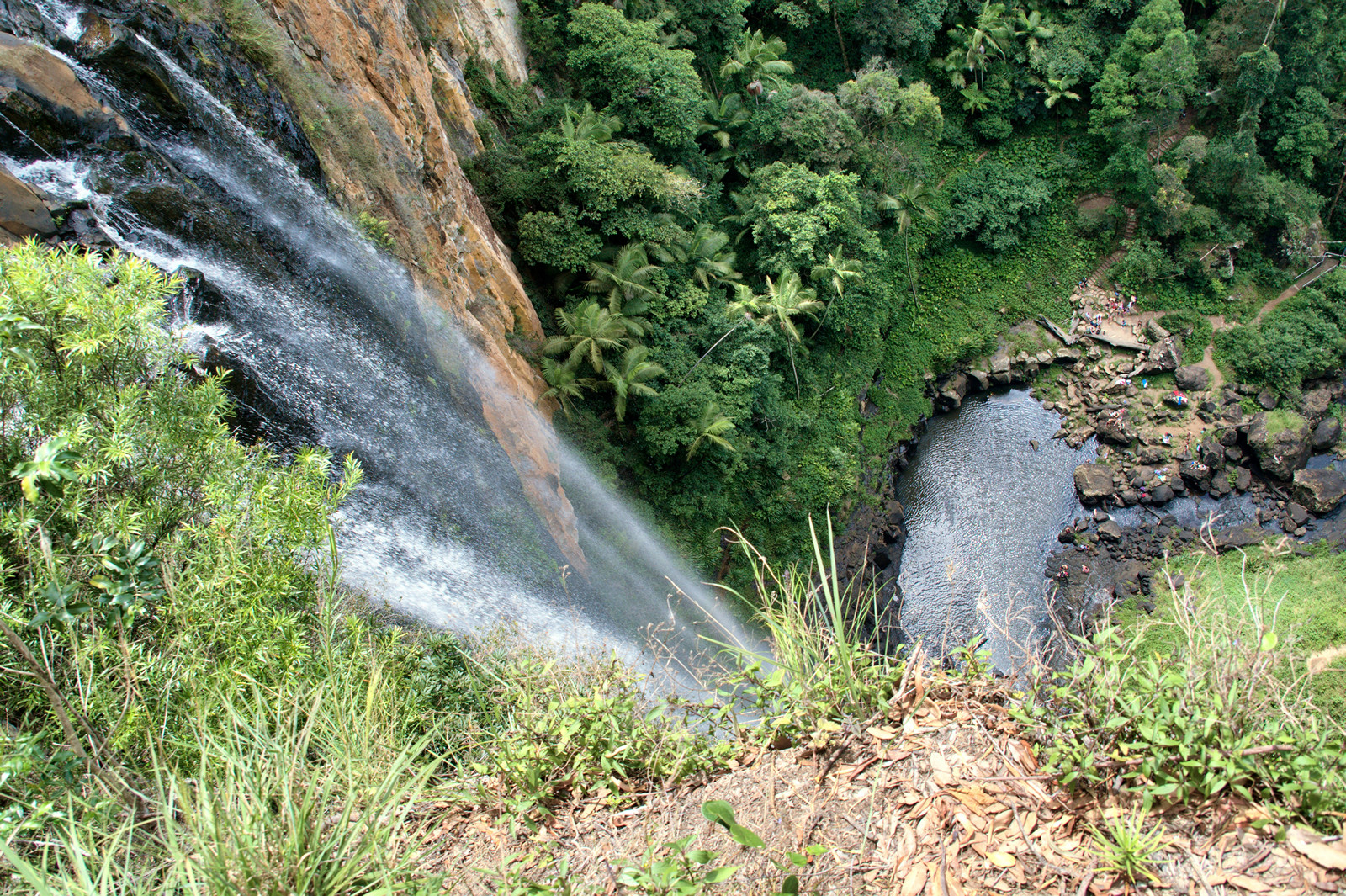
Gondwanaregenwouden

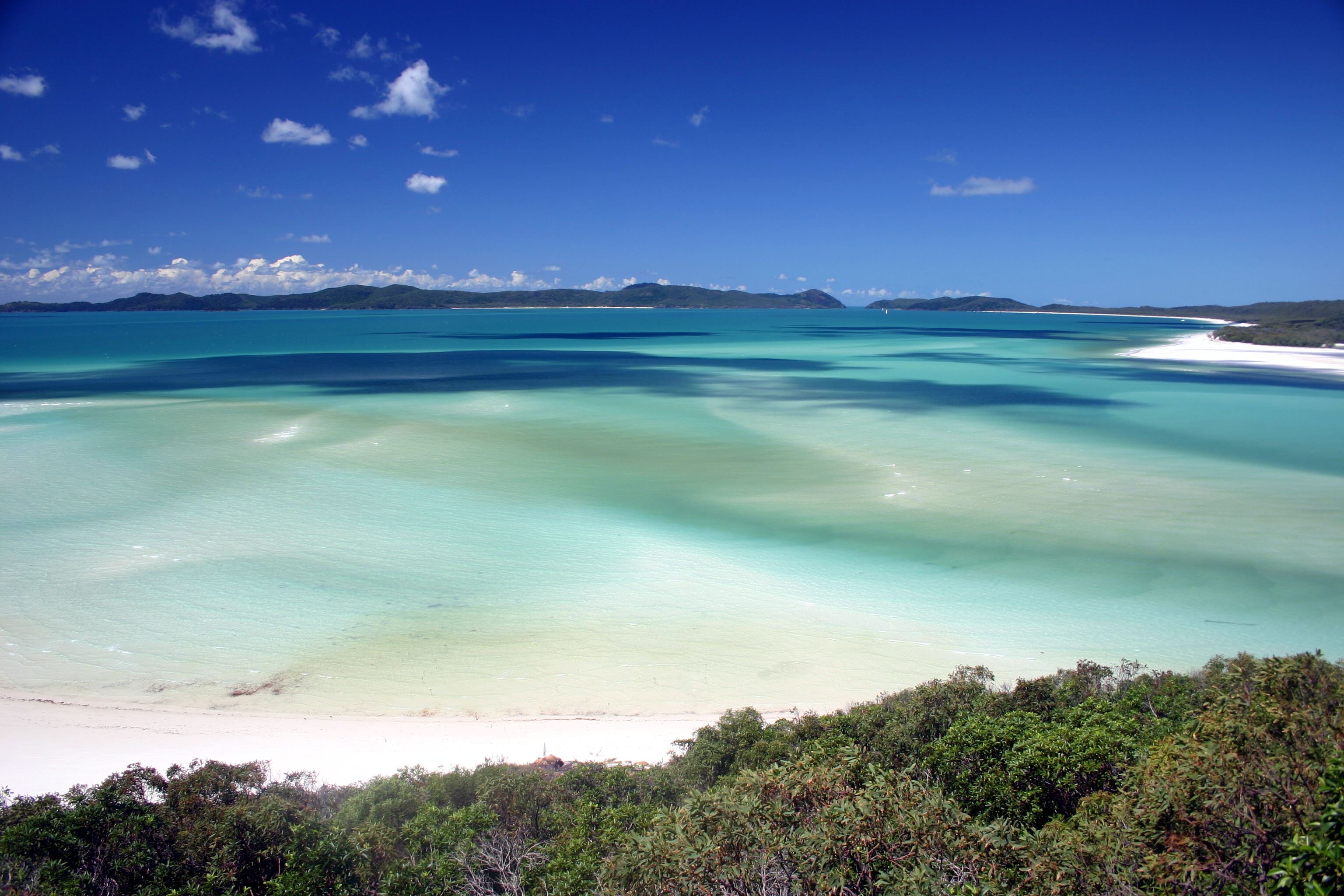
Whitsundayeiland

Australië, het kleinste continent en door sommigen ook beschouwd als het grootste eiland, wordt in het noorden door de Timorzee, de Arafurazee, de Golf van Carpentaria en de Straat Torres begrensd, in het oosten door de Koraalzee en de Tasmanzee en ten zuiden door de Straat Bass en de Grote Australische Bocht. De Indische Oceaan ligt ten zuiden en westen van Australië. Het land heeft een totale kustlijn van 25 760 km en het is tevens het grootste land dat in zijn geheel op het zuidelijk halfrond ligt. Hierbij moet opgemerkt worden dat Brazilië groter is, maar ook nog een gedeelte op het noordelijk halfrond heeft liggen.
Een groot deel van Australië bestaat uit woestijn. Enkel in het noordoosten zijn er regenwouden, die verder naar het zuiden vaak meer subtropisch dan tropisch zijn. In de dorre, hete binnenlanden zijn er naast woestijnen ook steppe- en savanneachtige gebieden, de scrublands.
Australië is het laagste en vlakste continent. Een groot deel van het woestijngebied ligt net boven de zeespiegel, met in het westen het Centrale Laagland en het Westelijk Plateau. Aan de oostkust liggen bergketens en bevindt zich ook de hoogste berg, Mount Kosciuszko, met een hoogte van 2228 meter. Andere bekende bergen en rotsen zijn: Uluṟu (Ayers Rock), Kata Tjuṯa (de Olga's), Mount Augustus, de Devils Marbles en Wave Rock.
Door het droge klimaat kent Australië rivieren waarvan vele een deel van het jaar helemaal droogstaan. Het land heeft twee belangrijke rivieren die het hele jaar door water bevatten: de Murray en de Darling. Er bevinden zich in het land ook meren zoals het Eyremeer, het Torrensmeer en het Gairdnermeer die meestal droog liggen. Grote baaien zijn de Grote Australische Bocht, Golf van Carpentaria en de Spencergolf.

### Steden

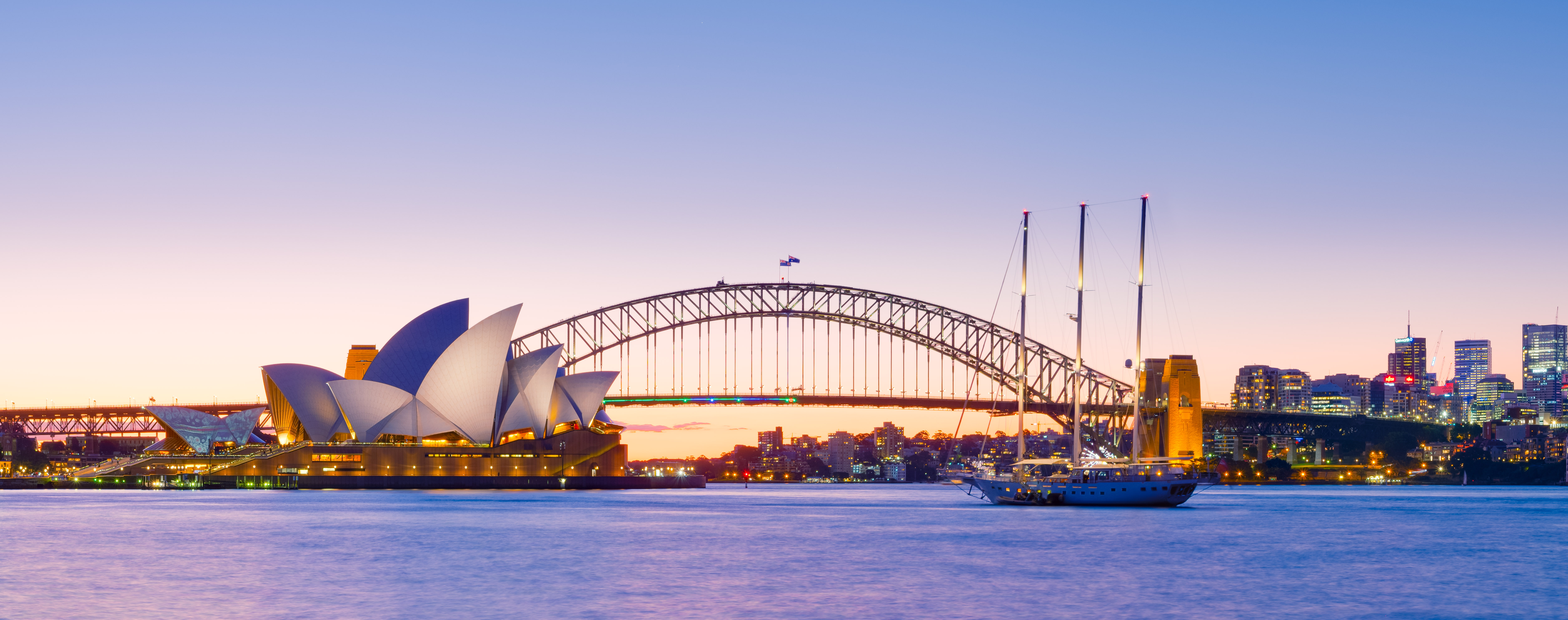
Sydney, grootste stad van zowel Australië als Oceanië.

De tien grootste verstedelijkte gebieden (urban centres) van Australië waren volgens de volkstelling van 2013:
| Plaats         | Staat                        | Inwoners  |
| -------------- | ---------------------------- | --------- |
| Sydney         | New South Wales              | 5.312.000 |
| Melbourne      | Victoria                     | 4.347.955 |
| Brisbane       | Queensland                   | 2.238.394 |
| Perth          | Western Australia            | 1.972.358 |
| Adelaide       | South Australia              | 1.291.666 |
| Gold Coast     | Queensland                   | 591.473   |
| Newcastle      | New South Wales              | 540.796   |
| Canberra       | Australian Capital Territory | 411.609   |
| Wollongong     | New South Wales              | 292.190   |
| Sunshine Coast | Queensland                   | 251.081   |

### Flora en fauna

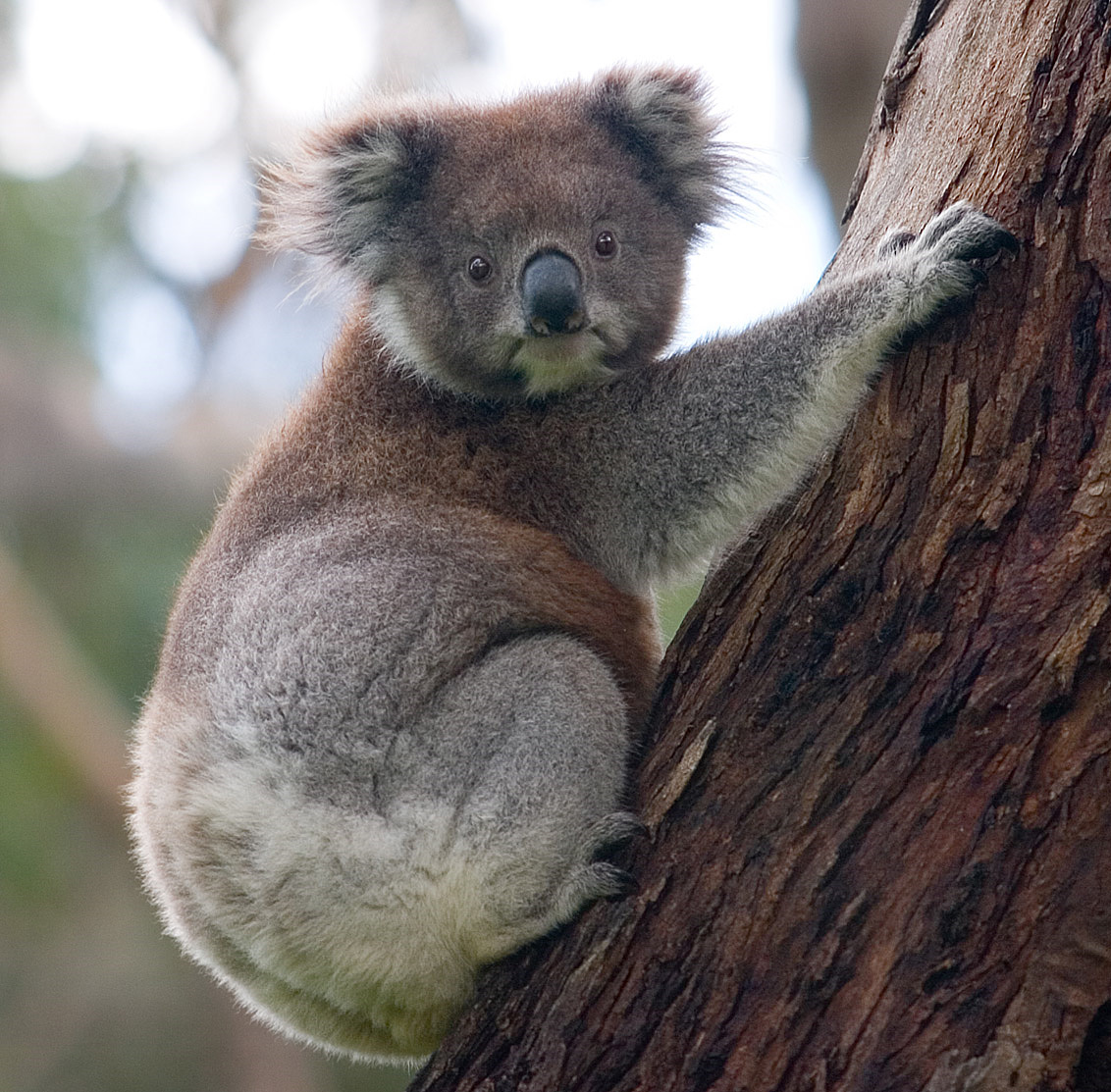
Een koala

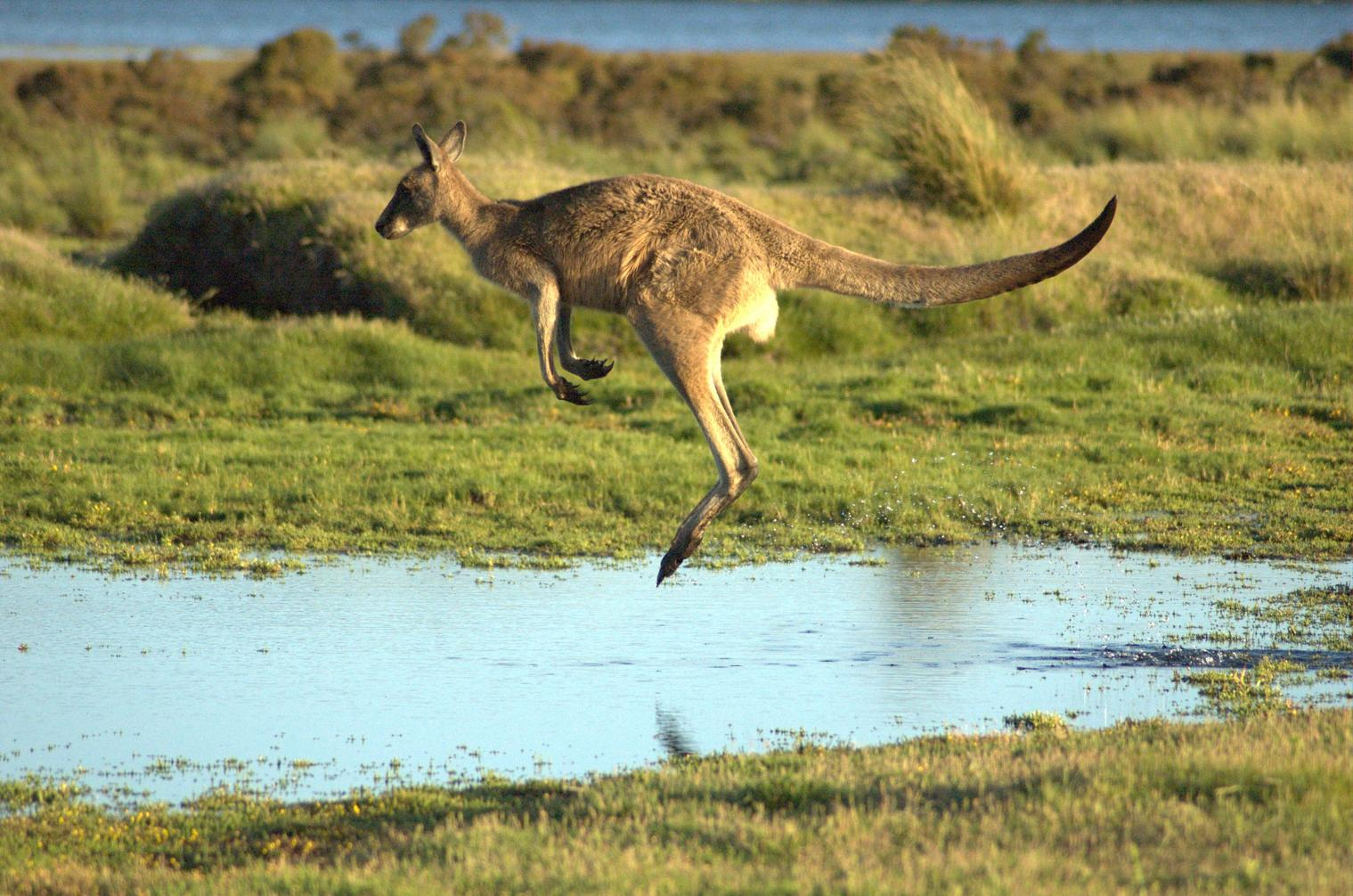
Een kangoeroe

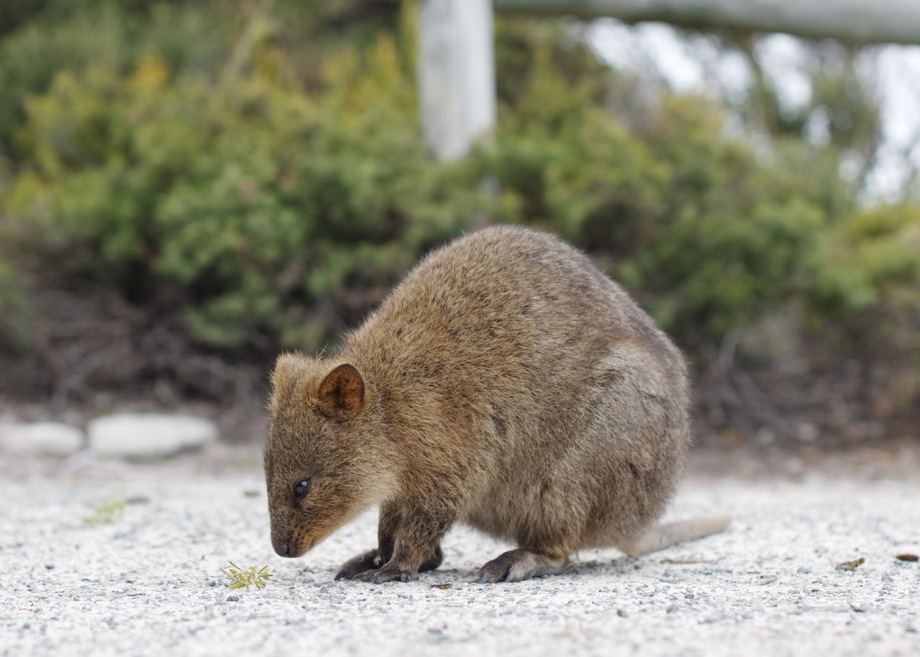
Een quokka

In de regenwouden komen de meeste diersoorten voor. Ook in de dorre, hete binnenlanden komen vele soorten voor. In de binnenlandse scrublands leven onder meer de kangoeroes. Een groot deel van de Australische fauna, en dat geldt vooral voor de buideldieren, is uniek. Deze zijn een voorbeeld van adaptieve radiatie en nog vrij primitief. Vermoedelijk hadden de Australische buideldieren ooit maar een beperkt aantal voorouders. Ook bestaan er in Australië grootpoothoenders die hun eieren in hopen rottend plantenmateriaal uitbroeden en de temperatuur daarvan controleren (thermometervogels); zodra de kuikens geboren zijn, laten ze die aan hun lot over.
Australië wordt regelmatig geteisterd door bosbranden. Droogte en harde wind zorgen voor een snelle verspreiding van het vuur. Hoewel het gevaarlijk is voor de bewoonde wereld, zijn de bosbranden een noodzakelijk onderdeel voor de vernieuwing van de bossen. De zaaddozen van de eucalyptus hebben grote hitte nodig om open te springen. Ook de geblakerde moederboom loopt meestal weer uit.

### Klimaat
De seizoenen in Australië zijn tegengesteld aan die van het noordelijk halfrond. De lente duurt van september tot november, de zomer van december tot februari, de herfst van maart tot mei en de winter van juni tot augustus.
Australië heeft voor het grootste gedeelte een subtropisch klimaat, in het uiterste noorden heerst een tropisch klimaat.
Van oktober tot eind november is het 'vroege stormseizoen'. December en januari vormen het 'vroege regenseizoen', soms heel nat. Het 'late regenseizoen' valt in februari en maart, met zeer zware regenval. Het 'late stormseizoen' van april en mei heeft zware stormen. In juni en juli is het klimaat zeer aangenaam. Heet en droog is het in augustus. In de regentijd komen er regelmatig zware stormen voor, gemiddeld vijf per jaar. Gemiddeld valt hier circa 1470 mm neerslag.
Midden-Australië heeft een echt woestijnklimaat. In de zomer kunnen de temperaturen zeer hoog oplopen. In de winterperiode kan het 's nachts flink afkoelen. Hier valt minder dan 250 mm neerslag per jaar en het droge seizoen duurt meer dan acht maanden.
Het noorden van New South Wales en het zuiden van Queensland hebben een subtropisch klimaat met het hele jaar door aangenaam weer, hoewel het in de zomer behoorlijk warm kan worden. Grote steden als Sydney, Perth en Adelaide hebben een mediterraan klimaat met warme zomers en milde winters.
Victoria en Tasmanië in het zuiden hebben een gematigd klimaat. In de winter kan het vrij koud worden met sneeuwval in de hogere gebieden. De rest van het jaar is het zonnig en warm met kans op hittegolven in Victoria.

##### Opwarming
Vanaf 1910 tot 2020 is de gemiddelde oppervlaktetemperatuur een graad gestegen.
Klimaatverandering en opwarming van de Aarde zijn in Australië te merken aan een verminderde hoeveelheid regen, hetgeen lokaal tot forse droogte leidt. Voor zoet water wordt men steeds meer afhankelijk van ontziltingsinstallaties. Tevens neemt het aantal bosbranden toe. Het klimaatrapport voor 2016 voorspelt dat deze trend zal toenemen.
De opwarming van de aarde heeft geleid tot een toename van de risico's van bosbranden. Al onder 1 graad opwarming breidt het bosbrandseizoen "met veel vertrouwen" uit. Dit effect kan worden waargenomen in Australië. Het klimaatrapport van het Australian Bureau of Meteorology en de onderzoeksorganisatie CSIRO toont de afgelopen decennia een significante toename van het risico op brand. Het rapport vat dit als volgt samen: "Klimaatverandering, inclusief stijgende temperaturen, draagt bij aan deze veranderingen." De grote bosbranden in Australië in 2019 en 2020 verbrandden een recordoppervlakte van ongeveer anderhalf miljoen hectare. Dit komt overeen met een kwart van het gebied van Zwitserland. Enkele honderden huizen waren het slachtoffer van de vlammen.
Uit het State of the Environment-rapport uit 2022 blijkt dat klimaatverandering, maar ook habitatverlies, invasieve soorten, vervuiling en de winning van energiebronnen zoals mijnbouw een grote negatieve invloed hebben op het milieu van het land.

## Politiek
Zes toenmalige Britse koloniën, New South Wales, Tasmanië, Queensland, Victoria, Zuid-Australië en West-Australië werden in een federale staat verenigd. Iedere deelstaat heeft een eigen regering, rechterlijke macht, grondwet en overheid met een eigen gekozen premier. Federaal zijn de Australische Senaat en het Australische Huis van Afgevaardigden die het Australische Parlement vormen.
Regeringsleider is de premier van Australië. Het gemenebest heeft bovendien twee zelfregerende gebieden: het Australisch Hoofdstedelijk Territorium (het gebied van de federale hoofdstad Canberra) en het Noordelijk Territorium met Darwin als hoofdstad. Tot het gemenebest behoren ook: Jervisbaaiterritorium aan de Australische oostkust, Christmaseiland in de Indische Oceaan, Norfolk in de Stille Oceaan en Heard en McDonaldeilanden in de Zuidelijke Oceaan.
Het Gemenebest van Australië is naast een federale parlementaire democratie ook een constitutioneel koninkrijk (een Commonwealth realm) met als staatshoofd Charles III met de titel King of Australia (koning van Australië). Parlementsleden vertegenwoordigen een kiesdistrict volgens het systeem van de alternative vote. In iedere deelstaat wordt het staatshoofd vertegenwoordigd door een gouverneur en in de federale overheid door de gouverneur-generaal van Australië. Het staatshoofd wordt in het gemenebest algemeen vertegenwoordigd door de gouverneur-generaal, die door de Kroon wordt aangesteld voor 5 jaar op advies van de Australische premier. Hoewel de meeste taken door de gouverneur-generaal en stedelijke gouverneurs worden uitgevoerd, zijn er enkele die het staatshoofd zelf uitvoert door persoonlijke aanwezigheid. In een referendum in 1999 is uitgesproken dat de bevolking van Australië een overgang naar een republiek afwees.
Binnen de grenzen van Australië ligt sinds 2013 de zelf uitgeroepen Murrawarrirepubliek, die door geen enkel land erkend wordt.

## Economie

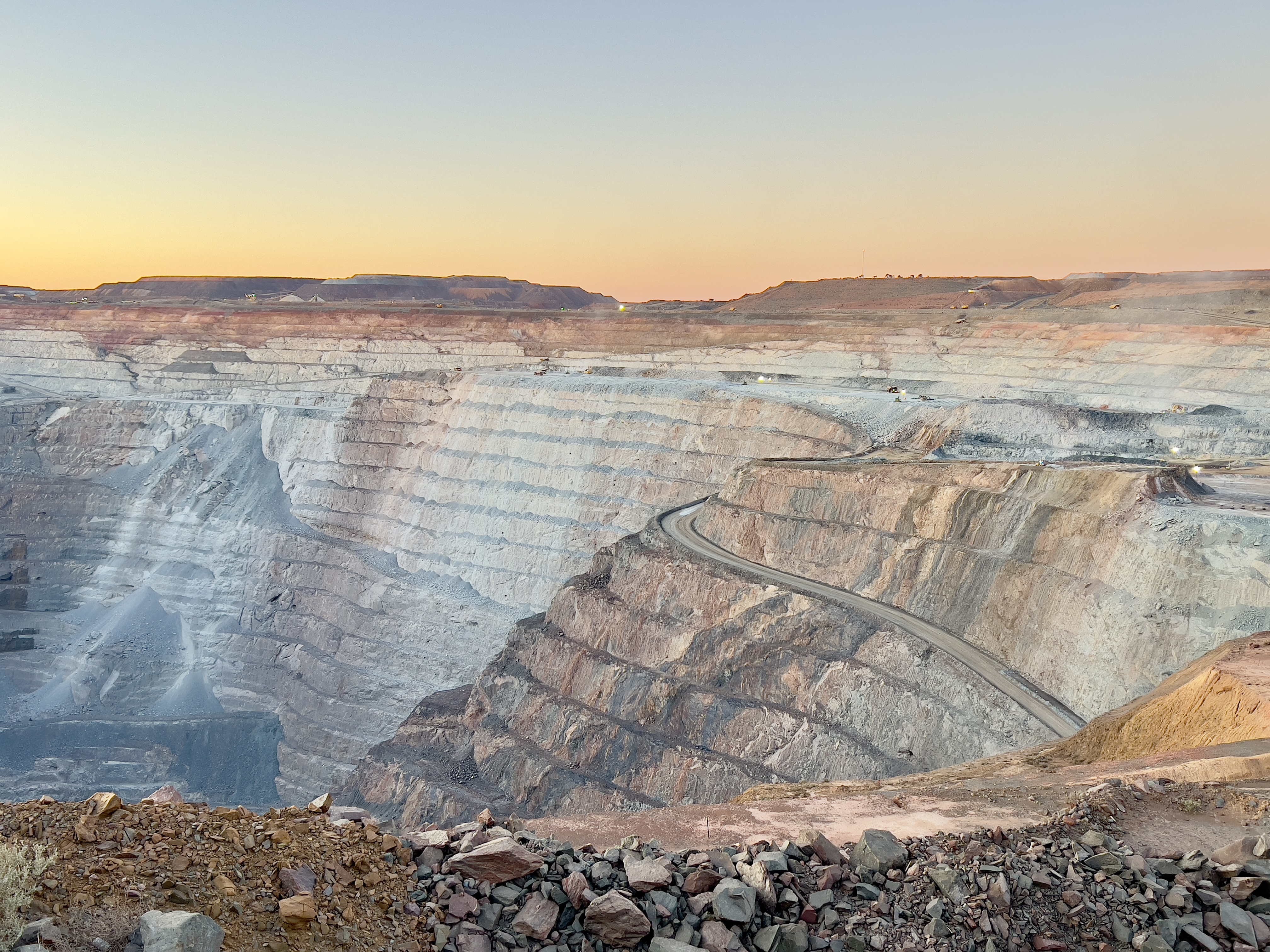
Dagbouw in de Super Pit goudmijn in Kalgoorlie

Australië heeft een vrijemarkteconomie, die wordt gedomineerd door de dienstensector. Deze beslaat 68% van het Australische bruto binnenlands product. De landbouw- en de mijnbouwsector (samen 10% van het bbp) zijn samen verantwoordelijk voor 57% van de export van Australië.
De Australische economie is, gemeten naar maatstaven voor economische vrijheid, een van de meest laissez-faire kapitalistische economieën ter wereld. Het bruto binnenlands product van Australië is qua koopkrachtpariteit iets hoger dan dat van het Verenigd Koninkrijk, Duitsland en Frankrijk. In de Index van de menselijke ontwikkeling van de Verenigde Naties 2019 stond het land op de zesde plaats.

### Toerisme
Australië is een populaire vakantiebestemming en de toerismesector, waarin circa 500.000 Australiërs werkzaam zijn, vormt een belangrijk deel van de economie. Behalve de grote steden Sydney en Melbourne is vooral de uitgestrekte natuur populair. Bekend zijn onder meer het Nationaal park Uluṟu–Kata Tjuṯa met de iconische berg Uluṟu (Ayers Rock) en Kata Tjuṯa (The Olgas), het nationaal park Kakadu in het noorden, de koraalriffen van het Groot Barrièrerif, de wildernis van het eiland Tasmanië, het Willandramerengebied in New South Wales en Great Ocean Road langs de zuidkust. Australië telt een aantal monumenten op de Werelderfgoedlijst. Jongeren tot 30 jaar uit onder andere West-Europa, Canada en Oost-Azië kunnen werk (vaak seizoenswerk op het platteland) en reizen combineren met behulp van een speciaal visum gericht op backpackers.

## Religie
De census van 2011 en 2016 brachten de volgende uitkomsten:
|                                                       | 2011       | 2011   | 2016       | 2016 | absoluut verschil [pp] | relatief verschil [%] |
| Aantal                                                | %          | Aantal | %          |      | absoluut verschil [pp] | relatief verschil [%] |
| ----------------------------------------------------- | ---------- | ------ | ---------- | ---- | ---------------------- | --------------------- |
| Katholiek                                             | 5.439.200  | 25,3   | 5.291.800  | 22,6 | −2,7                   | −2,7                  |
| Anglicaans                                            | 3.680.000  | 17,1   | 3.191.200  | 13,3 | −3,8                   | −13,3                 |
| Uniting Church                                        | 1.065.800  | 5,0    | 870.200    | 3,7  | −1,3                   | −18,4                 |
| Presbyteriaan                                         | 599.500    | 2,8    | 526.700    | 2,3  | −0,5                   | −12,1                 |
| Orthodox                                              | 563.100    | 2,6    | 502.800    | 2,1  | −0,5                   | −10,7                 |
| Baptist                                               | 352.500    | 1,6    | 345.100    | 1,5  | −0,1                   | −2,1                  |
| Pentecostal                                           | 238.000    | 1,1    | 260.600    | 1,1  | 0                      | +9,5                  |
| Lutheraan                                             | 251.900    | 1,2    | 174.000    | 0,7  | −0,5                   | −30,9                 |
| Overige christenen                                    | 960.700    | 4,5    | 1.039.200  | 4,4  | −0,1                   | +8,2                  |
| Christenen                                            | 13.150.600 | 61,1   | 12.201.600 | 52,1 | −9,0                   | −7,2                  |
| Moslim                                                | 476.300    | 2,2    | 604.200    | 2,6  | +0,4                   | +26,9                 |
| Boeddhist                                             | 529.000    | 2,5    | 563.700    | 2,4  | −0,1                   | +6,6                  |
| Hindoe                                                | 275.500    | 1,3    | 440.300    | 1,9  | +0,6                   | +59,8                 |
| Joods                                                 | 97.300     | 0,5    | 91.000     | 0,4  | −0,1                   | −6,5                  |
| Andere religie                                        | 168.200    | 0,8    | 221.600    | 0,9  | +0,1                   | +31,7                 |
| Geen religie                                          | 4.796.800  | 22,3   | 7.040.700  | 30,1 | +7,8                   | +46,8                 |
| Weigerde te antwoorden of gaf geen duidelijk antwoord | 2.014.000  | 9,4    | 2.238.300  | 9,6  | +0,2                   | +11,3                 |
| Totaal bevolking                                      | 21.507.700 | 100    | 23.401.400 | 100  | n.v.t.                 | n.v.t.                |

### Katholieken
Onder de christenen vormen de katholieken qua aantal de grootste geloofsgemeenschap van Australië. Van de Australiërs ging in 2006 bijna 4% naar een katholieke kerk gedurende het weekend. Alhoewel absoluut het aantal katholieken in de laatste 5 jaar toenam (vooral door immigratie), nam het relatieve aantal katholieken lichtjes af: van 26,7% in 2001 naar 26% in 2006.
Het aantal kerkbezoekers daalde van 864.000 in 1996 naar 763.276 in 2001, en naar 708.618 in 2006 wat een afname van het aantal kerkbezoekers met bijna 20% in 10 jaar betekent.

## Cultuur

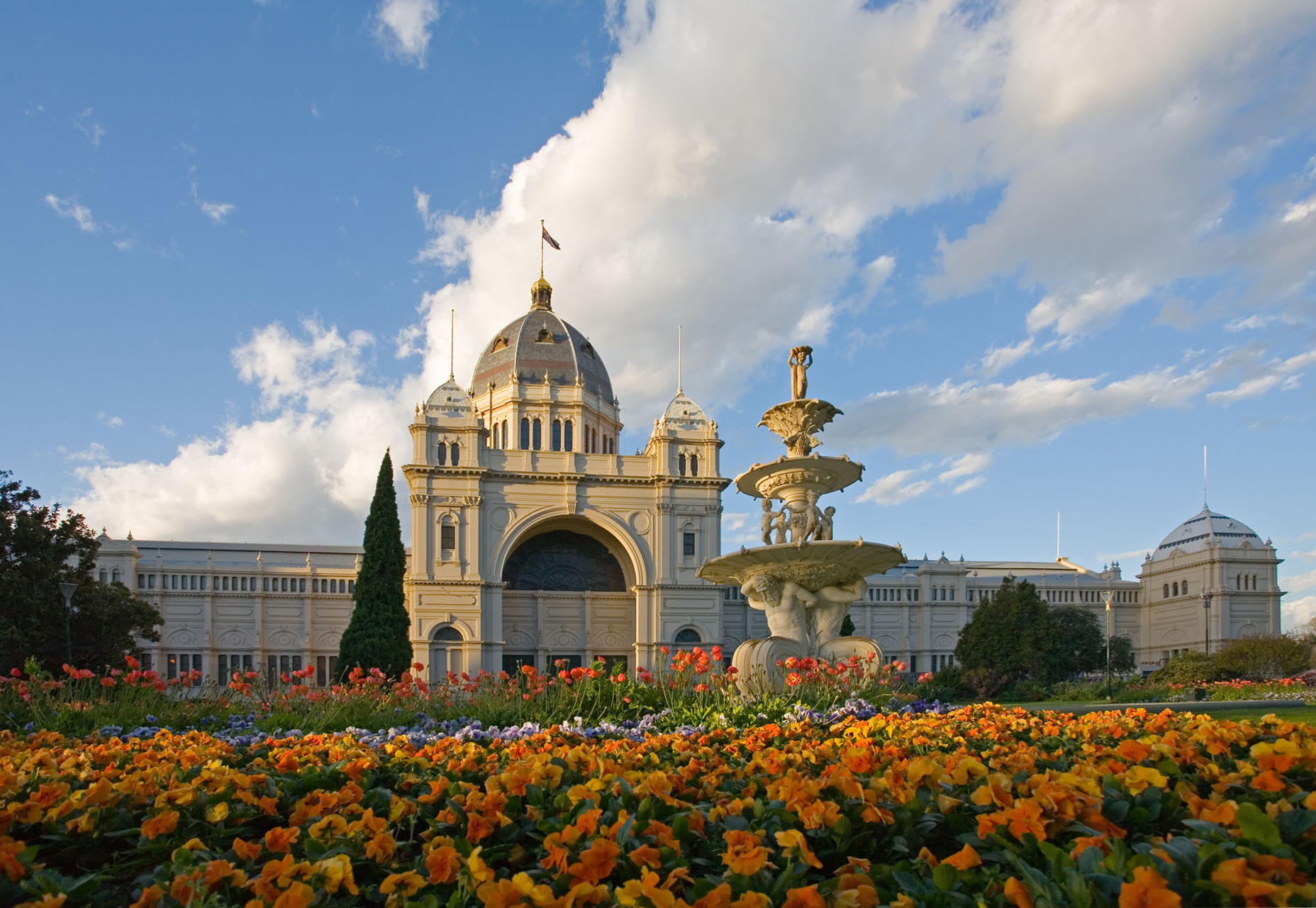
Het Royal Exhibition Building in Melbourne was in 2004 het eerste gebouw in Australië dat werd opgenomen op de UNESCO werelderfgoedlijst.

Sinds 1788 is de basis van de Australische cultuur sterk beïnvloed door de Anglo-Keltische westerse cultuur. Een aantal opvallende culturele kenmerken zijn ook ontstaan uit de natuurlijke omgeving van Australië en uit inheemse culturen. Sinds het midden van de 20e eeuw heeft de Amerikaanse cultuur die van Australië sterk beïnvloed, in het bijzonder door middel van televisie en film. Andere culturele invloeden komen uit naburige Aziatische landen en via grootschalige immigratie uit niet-Engels sprekende landen.

### Kunst

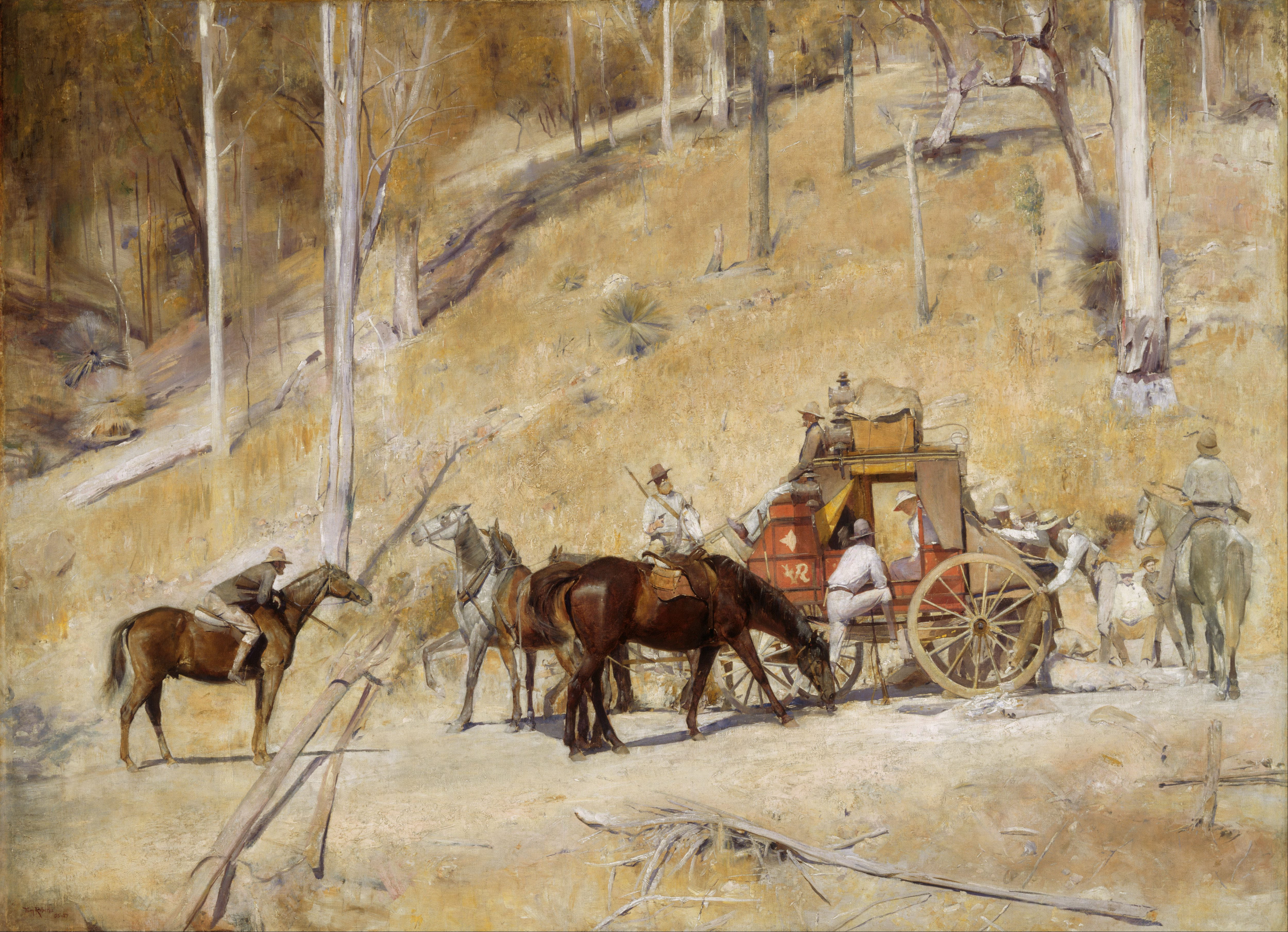
Bailed up door Tom Roberts toont het beroven van een koets door bushrangers.

Van de Australische beeldende kunst wordt verondersteld dat die is begonnen met de grotschilderingen, rotstekeningen en bodypainting van de inheemse volkeren. De tradities van inheemse Australiërs worden grotendeels mondeling overgeleverd, via ceremonie en door het vertellen van de Droomtijdverhalen. Vanaf het begin van de Europese kolonisatie is een belangrijk thema in de Australische kunst het natuurlijke landschap, dat bijvoorbeeld te zien is in de werken van Albert Namatjira, Arthur Streeton en anderen die zijn geassocieerd aan de Heidelberg School en Arthur Boyd.
Het landschap is een blijvende bron van inspiratie voor de Australische modernistische kunstenaars. Het wordt afgebeeld in de geprezen werken van Sidney Nolan, Fred Williams, Sydney Lange, en Clifton Pugh.
De Australische literatuur is ook beïnvloed door het landschap. De werken van schrijvers als Banjo Paterson, Henry Lawson en Dorothea Mackellar vangen de ervaring van de Australische bush. Het karakter van het nationale koloniale verleden van het land, zoals weergegeven in de vroege literatuur, is populair bij de moderne Australiërs. In 1973 werd Patrick White de eerste Australiër die werd bekroond met de Nobelprijs voor de Literatuur, Australische winnaars van de Man Booker Prize for Fiction zijn Peter Carey en Thomas Keneally. David Williamson, David Malouf en John Maxwell Coetzee, die onlangs pas een Australische burger is geworden, zijn ook bekende schrijvers, en Les Murray wordt beschouwd als "een van de belangrijkste dichters van zijn generatie".

### Media
De Australische filmindustrie begon in 1906 met The Story of the Kelly Gang, die wordt beschouwd als 's werelds eerste lange speelfilm. Zowel de Australische speelfilmproductie als de distributie van de Britse films daalde dramatisch na de Eerste Wereldoorlog als Amerikaanse studio's en distributeurs de filmindustrie monopoliseren. Tegen de jaren 1930 is ongeveer 95 procent van de in Australië vertoonde speelfilms geproduceerd in Hollywood. Tegen de late jaren 1950 houdt de speelfilmproductie in Australië feitelijk op te bestaan en worden er geen volledig Australische speelfilms meer gemaakt in de tien jaar tussen 1959 en 1969.
Australië heeft twee publieke omroepen (de Australian Broadcasting Corporation en de multiculturele Special Broadcasting Service), drie commerciële televisiezenders, verschillende betaal-tv-diensten en talrijke openbare, non-profit televisie- en radiostations. Elke grote stad heeft minstens één dagelijkse krant en er zijn twee landelijke dagbladen, The Australian en The Australian Financial Review

### Keuken

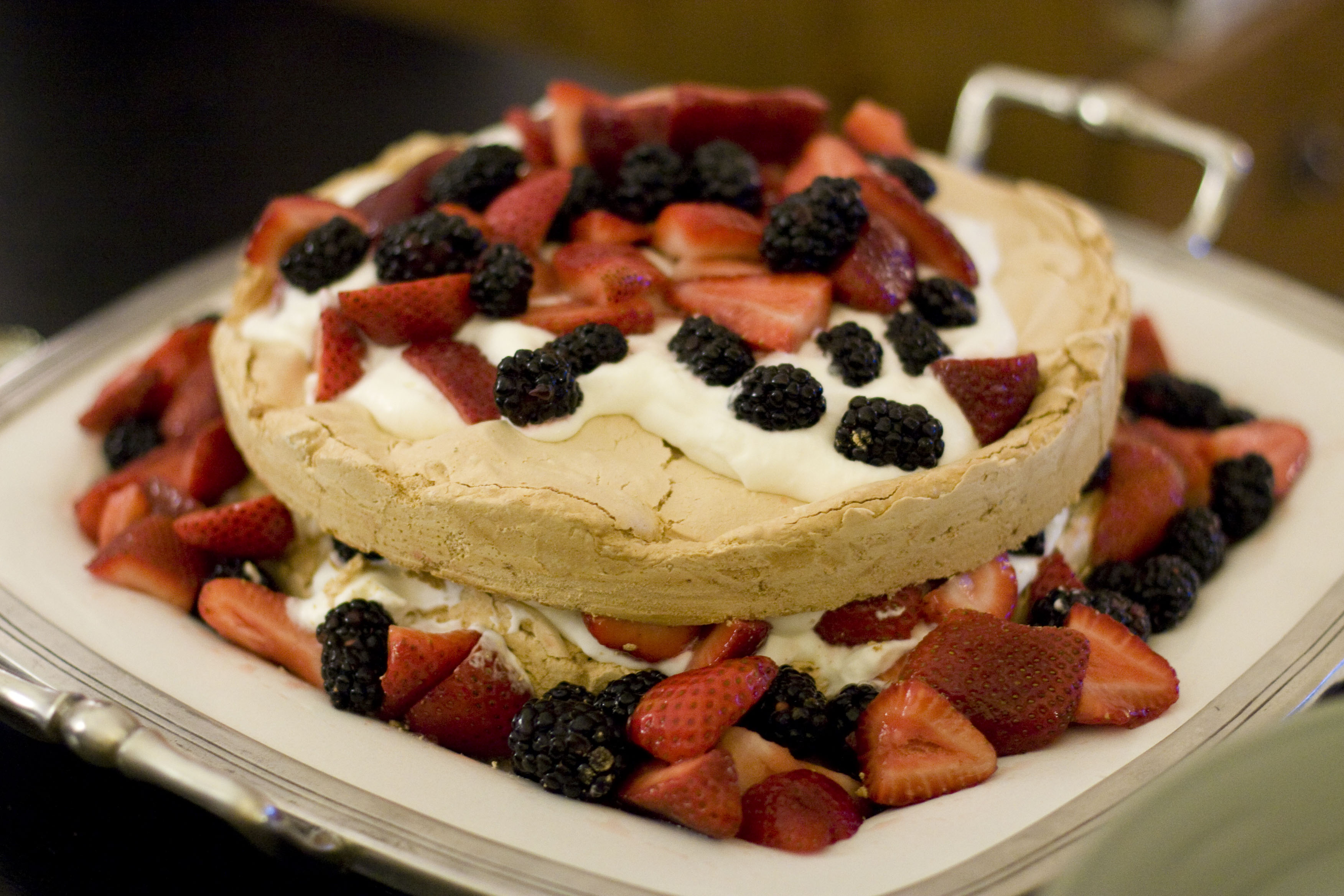
De Pavlova wordt in Australië gegeten sinds de 20e eeuw.

Het eten van inheemse Australiërs werd grotendeels beïnvloed door de omgeving waarin ze leefden. De meeste stammen leefden van een eenvoudig jager-verzamelaardieet. Ze jaagden op inheems wild en vis en verzamelden inheemse planten en fruit. De algemene term voor de inheemse Australische flora en fauna die wordt gebruikt als voedselbron is bush tucker. De eerste kolonisten introduceerden gerechten op het continent, die voor een groot deel bepaalden wat nu beschouwd wordt als typisch Australisch eten. Sinds het begin van de 20e eeuw is het eten in Australië in toenemende mate beïnvloed door immigranten uit diverse landen, met name uit Zuid-Europese en Aziatische culturen. De Australische wijn wordt geproduceerd in 60 verschillende productiegebieden van in totaal ongeveer 160.000 hectare. Ze liggen voornamelijk in het zuidelijke, koelere delen van het land. De wijnregio's in elk van deze staten produceren verschillende druivenrassen en stijlen die gebruikmaken van de lokale klimaten en grondsoorten. De overheersende wijnrassen zijn Shiraz, Cabernet Sauvignon, Chardonnay, Merlot, Sémillon, Pinot Noir, Riesling en Sauvignon Blanc.

### Sport

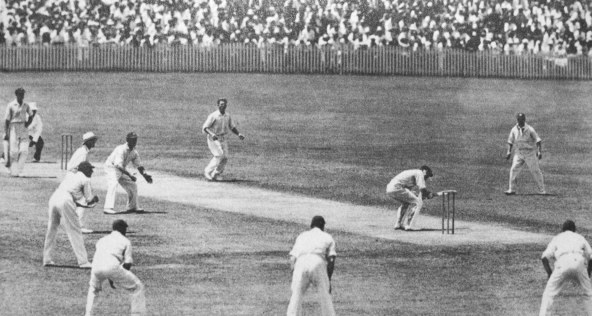
Cricket is een belangrijk onderdeel van sportcultuur van Australië sinds de 19e eeuw.

Ongeveer 24 procent Australiërs boven de leeftijd van 15 jaar neemt regelmatig deel aan georganiseerde sportactiviteiten in Australië. Australië heeft sterke internationale teams in cricket, hockey, korfbal, rugby League en rugby union. In elk van deze sporten zijn ze de afgelopen 25 jaar ten minste tweemaal olympisch of wereldkampioen geworden bij zowel de mannen als de vrouwen (voor zover van toepassing). Australië is ook sterk in baanwielrennen, roeien en zwemmen en eindigt consequent in de top vijf van medaillewinnaars op de Olympische of WK niveau sinds 2000. Zwemmen is de sterkste van deze sporten. Australië is de op een na meest productieve medaillewinnaar in deze sport in de Olympische geschiedenis.
In juni 2022 wonnen Simon Whitlock en Damon Heta de World Cup of Darts voor Australië. Het was voor het eerst dat het wereldkampioenschap voor landenteams werd gewonnen door een niet-Europees land.